# Polskie Radio Kierowców
Polskie Radio Kierowców (пол. Польское радио водителей) — польская информационная радиостанция для автолюбителей, начавшая вещание в 2020 году и входящая в государственную радиокомпанию «Польское радио». В эфире радиостанции выходят сообщения о состоянии дорог, программы на автомобильную тематику и музыка для водителей авто. Вещание осуществляется в системе DAB+ благодаря почти 40 передатчикам в стране, сама радиостанция входит в третий общепольский мультиплекс MUX-R3 ещё с семью радиостанциями Польского радио.

## История
Тестовое вещание радиостанции Polskie Radio Kierowców началось в Интернете 14 октября 2020 года в мобильном приложении Польского радио и специальном мобильном приложении, в котором также публиковалась информация о пробках на дорогах. Официальное вещание началось 16 октября того же года в системе DAB+. В 2022 году в рамках гонок Master Truck Show в Ополе осуществлялось аналоговое вещание на УКВ-волнах (частота 96,5 МГц).
В прямом эфире с 5:00 по 2:00 выходят каждые 15 минут выходят сводки новостей, прогноз погоды и информация о пробках на дорогах. Осуществляется вещание на нескольких иностранных языках. Постоянно в эфире радиостанции выходят программы «Автомат» (пол. Automat), «Стартер» (пол. Rozrusznik), «Высокие обороты» (пол. Wysokie obroty) и «На отдыхе» (пол. Na luzie). С понедельника по пятницу после 22:00 выходит программа «Ночная смена» (пол. Nocna Zmiana).

## Команда ведущих
В команду радиостанции входят ведущие первой программы Польского радио (Jedynka) — Патрык Бедлиньский, Патрык Михальский, Роберт Килен и Эдита Позняк. Также там работают действующие и бывшие журналисты радиостанции Czwórka — Патрык Кунишевич, Якуб Марцинович, Мацей Освальд, Анна Хардей-Хорновская, Анна Яблоньская, Александра Ясиньская и Карина Терзони. 